# Urumea
Urumea (de ur : eau et mehea : fine en basque) est un fleuve qui naît en Navarre et se jette à Saint-Sébastien (Guipuscoa) dans la mer Cantabrique.

## Géographie
Elle naît dans le col d'Ezkurra (Navarre), descend par une vallée étroite et profonde jusqu'à Goizueta. Elle reçoit l'Añarbe descendant des pentes en rapide à partir d'Artikutza, traverse les quartiers de Pagoaga et de Pikoaga pour arriver à Hernani.
Le fleuve continue par Astigarraga, le quartier de Martutene à Saint-Sébastien, Loiola, sépare les quartiers d'Egia, Gros et d'Amara du centre de Saint-Sébastien, pour se jeter dans la mer Cantabrique entre le mont Urgull et la plage de Zurriola. Son bassin a une surface de 229 km2 dans ses 40 km de longueur.
Dans son parcours elle reçoit les eaux des affluents suivants :
- rive droite: Añarbe, Beltza, Lizarrei, Aparrain, Eskaitz, Usoko erreka, Epeleko erreka, Marindegi et Taulako erreka.
- rive gauche: Pagoaga, Sagarreta, Olaberri, Bezkite, Sagatzain, Txonkueneku, Portu, Latzunbe, Buztin et Agerre.
- Situation géographique : Dans le nord de la Péninsule Ibérique ; il naît dans la Communauté forale de Navarre et aboutit au Guipuscoa, dans la communauté autonome du Pays basque.
- Naissance : col d'Ezkurra en Navarre.
- Embouchure : mer Cantabrique à Saint-Sébastien, après le pont de Zurriola.
- Longueur : 59 km.
- Affluents principaux : Añarbe et Landarbaso.
- Villes traversées : Goizueta, Arano, Errenteria, Hernani, Astigarraga et Saint-Sébastien (la première en Navarre et les quatre dernières au Guipuscoa).

## Histoire
Toutefois la physionomie actuelle de l'embouchure, est très différente de celle qu'elle a été en d'autres temps. Elle était alors très large, entre les monts Ulía et Igeldo, Urgull était seulement un îlot qui surgissait dans le centre et les eaux parcouraient une grande partie de l'actuel quartier Gros et la totalité de celui d'Amara nouveau de Saint-Sébastien.

### Sources
- (es) Cet article est partiellement ou en totalité issu de l’article de Wikipédia en espagnol intitulé « Río Urumea » (voir la liste des auteurs).